# 二代玉
二代玉（日语：ニタマ，約2010年3月3日－）是日本和歌山市和歌山電鐵貴志川線的貓站長，曾擔任過伊太祈曾車站的貓站長，2015年接替過世的小玉擔任貴志車站的貓站長。

## 生平
大約在2010年3月3日出生於岡山縣岡山市，為三色母貓。出生兩個月後便被和歌山電鐵總公司岡山電氣軌道領養，因長相與貴志車站貓站長小玉很像，故被命名為「二代玉」。2012年，就任伊太祈曾車站站長，同時兼任貴志車站代理站長。
2015年6月，小玉過世。同年8月11日，二代玉正式接替小玉就任貴志車站站長。
2021年8月21日，和歌山縣政府正式宣布封她為「縣勳功爵」，並由時任知事仁坂吉伸代表頒發授勳證書、榮譽勳章、紀念斗篷和貓糧等獎品。
2022年1月5日，被和歌山電鐵晉升為公司的代理社長。

## 榮譽
- 日本和歌山縣勳功爵榮譽爵位，於2021年8月21日由和歌山縣政府頒授[4]。